# Röckertův mlýn
Röckertův mlýn v Horním Hradu u Krásného Lesa v okrese Karlovy Vary je vodní mlýn, který stojí na Hornohradském potoce. Od roku 2011 je chráněn jako kulturní památka.

## Historie
Mlýn je zmiňován roku 1842. V roce 1930 je jeho majitelem Vojtěch Röckert.

## Popis
Původní hrázděné zdivo mlýna včetně výplní je doplněno zachovalými uměleckořemeslnými detaily, například okenními výplněmi s kováním. Dochované je také technické zařízení, které vyžaduje opravu.
Voda na vodní kolo tekla náhonem z rybníka. K roku 1930 měl mlýn dvě kola na svrchní vodu (1. kolo: průtok 0,070 m³/s, spád 3,2 m, výkon 2 HP; 2. kolo: průtok 0,080 m³/s, spád 3,5 m, výkon 2,5 HP). U mlýna pracovala také pila, která zanikla.